# وترفورد
وترفورد خامس أكبر مدن جمهورية أيرلندا من حيث تعداد السكان، يعيش فيها وفقا لتعداد عام 2016 أكثر من 53 ألف نسمة، وتشتهر المدينة بإرثها العريق في مجال صناعة الزجاج.

## اقتصاد المدينة
وترفورد هي المدينة الرئيسة في جنوب شرق أيرلندا، تاريخيا كانت وترفورد ميناء تجاري مهم جلب الكثير من الازدهار للمدينة، وصناعة الكريستال والزحاج وفرت العمل للآلاف في المدينة والمناطق المحيطة بها.
ميناء وترفورد هو أقرب ميناء للمياه العميقة في أيرلندا إلى بقية القارة الأوربية ويتعامل مع حوالي 12 % من التجارة الخارجية لجمهورية أيرلندا.

## تاريخ المدينة
أنشأ الفايكنج أول مستوطنة بالقرب من وترفورد عام 853 بعد أن طردهم  الأيرلنديون الأصليون، وأعاد الفايكنج تأسيس أنفسهم في وترفورد عام 914، وفي عام 1167 فشل ديارميت ماك مورشادا ملك لينستر المخلوع في محاولته للسيطرة على وترفورد، ليعود عام 1170 ليحاصر المدينة وينجح في الاستحواذ عليها بعد مواجهات مسلحة قوية، وتعزيزا للغزو النورماندي لأيرلندا دخل الملك هنري الثاني ملك إنجلترا وترفورد عام 1171 وأعلنت وترفورد ثم دبلن مدنا ملكية، كما أعلن عن دبلن عاصمة لأيرلندا.
خلال القرون الوسطى كانت وترفورد ثاني مدينة في أيرلندا بعد دبلن، وبعد الإصلاح البروتستاني ظلت وترفورد مدينة كاثوليكية وشاركت في كونفدرالية كلينكي - حكومة كاثوليكية مستقلة من 1642 إلى 1649، وقد انتهى ذلك بشكل مفاجئ من قبل أوليفر كرومويل الذي أعاد البلاد مجددا تحت الحكم الإنجليزي، وأخذ صهره هنري إريتون عام 1650 بعد حصار كبير
كان القرن الثامن عشر فترة ازدهار هائلة لوترفورد، حيث ظهر معظم معمار المدينة بأفضل شكل خلال هذا العصر، ومع نهاية القرن الثامن عشر تم إنشاء وجود عسكري دائم في المدينة بعد الانتهاء من ثكنات الفرسان.
كانت المدينة ممثلة في برلمان المملكة المتحدة من عام 1891 إلى 1918 من قبل جون ريموند مب، وفي يوليو عام 1922 كانت وترفورد مسرحا للقتال بين الدولة الأيرلندية الحرة والقوات الجمهورية الأيرلندية خلال الحرب الأهلية الأيرلندية.

## توأمة
لوترفورد اتفاقيات توأمة مع كل من:
- روتشستر
- سانت اربلن
- سانت جونز

## أعلام
- إدموند إغناطيوس رايس
- جون أوشي
- جيرالد بورتر
- شاي برينان